# Хиксоси
Хиксосите са група азиатски племена от Предна Азия, които през 1720 г. пр.н.е. нахлуват в Древен Египет, използвайки колесницата и сложния лък като нови бойни оръжия.
Времето на тяхното управление е известно като Втори преходен период на Древен Египет. Те управляват Египет повече от век, докато накрая са победени от фараона Яхмос I.

## Хиксоски царе
Числото на владетелите хиксоси, последователността на тяхното управление и имената им не са точно известни:)
Манетон съобщава имена на 6 хиксоски царе от 15-а династия:
- Салитис
- Бнон
- Апахнан
- Апопис
- Ианнас
- Ассис